# Déficit en carnitine palmitoyltransférase I

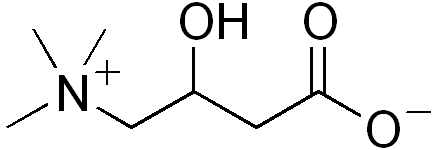
Carnitine

Le déficit en carnitine palmitoyltransférase I  est une maladie métabolique congénitale par trouble de l’oxydation mitochondriale des acides gras à longue chaîne. L’oxydation hépatique des acides gras fournit de l’énergie en cas d’épuisement des réserves en glycogène donc en cas de jeune prolongé.
Les manifestations de ce déficit se voient surtout en cas d’augmentation de la demande énergétique :
- Dans l’enfance :encéphalopathie hépatique avec hypoglycémie hypocétonémique
- Myopathie à l’age adulte
- Insuffisance hépatique aiguë gravidique lorsque le fœtus est homozygote pour la mutation.

Entre les crises de décompensation, l’individu malade a un développement normal sauf en cas de séquelle neurologique des décompensations.

## Étiologie
Mutation du gène CPT1A  (en) 600528 localisé sur le locus q13 du chromosome 11 codant la carnitine palmitoyltransférase I. La carnitine palmitoyltransférase I contribue au transfert des acides gras à longue chaîne du cytosol vers la mitochondrie siège de leur oxydation. La carnitine palmitoyltransférase I existe sous deux formes : une forme hépatique et une forme musculaire. Seule le déficit de la forme hépatique entraîne une symptomatologie.

## Incidence & Prévalence
Quelques dizaines de cas ont été décrits.

## Diagnostic

### Biologique
Outre les signes biologiques des manifestations cliniques, la recherche de l’activité enzymatique de la carnitine palmitoyltransférase par culture de fibroblaste permet de faire le diagnostic.

### Génétique
Le séquençage permet de faire le diagnostic de la mutation.

### Diagnostic différentiel
Le diagnostic doit faire discuter tous les troubles de l’oxydation des acides gras se manifestant par une hypoglycémie hypocétonémique :
- déficit en oxydation des acides gras à chaînes moyennes ;
- déficit en 3-hydroxy-3-méthylglutaryl CoA syntéthase ;
- déficit en carnitine palmitoyltransférase II ;
- trouble du cycle de l’urée ;
- trouble du métabolisme du glucose.

## Dépistage néonatal
Le dépistage néonatal est possible en utilisant le ratio palmitoylcarnitine sur carnitine libre.

## Conseil génétique

### Mode de transmission
Transmission autosomique récessive

## Sources
- (en) Online Mendelian Inheritance in Man, OMIM (TM). Johns Hopkins University, Baltimore, MD. MIM Number: 255120
- (en) GeneTests: Medical Genetics Information Resource (database online). Copyright, University of Washington, Seattle. 1993-2005